# 大西洋淵鼬鳚
大西洋淵鼬鳚（拉丁語：Barathrodemus manatinus），为輻鰭魚綱鼬魚目鼬魚科的其中一種，分布於中西大西洋，屬深海魚類，棲息深度在水深1,060—1,318（3,478—4,324英尺）。本魚頭部相當大,大約兩倍肛門前的距離；顎下方的吻膨脹，上頜骨強烈地鞘，鰓條骨8；在第一鰓弓12至15上的發展的耙；鰓蓋棘短與銳利的；胸鰭達到肛門或超過，尾鰭鰭條8，尾前椎12至14個，背鰭軟條106至107枚；臀鰭軟條85至87枚，體長可達15.1公分，不具有經濟價值。

## 扩展阅读
維基物種上的相關：大西洋淵鼬鳚